# Застава Сомалиленда
Застава Сомалиленда је застава коју користи Сомалиленд, самопроглашена република која је међународно призната као аутономна област Сомалије. Успостављајући је локалну владу 1991. године, област је самостално прогласила независност оставши непризната до данас од било које државе или међународне организације. Застава садржи панафричке боје: зелену, бијелу и црвену. На зеленом пољу се налази Шехадет исписан бијелом бојом, сличан оном на застави Саудијске Арабије.
Устав Сомалиленд, који је одобрен референдумом 31. маја 2001. године каже:
7. члан: Застава, амблем и државна химна
1. Застава Сомалиленда се састаоји од три водоравна, паралелна и једнака одјељка, горњи одјељак је обојен у зелено и у средини је уписано бијелом бојом на арапском језику Нема бога осим Алаха и Мухамед је посланик Божији; средишњи одјењак је бијеле боје и у средини има црну звијезду; доњи одјељак је црвене боје.